# 李弼 (平北府录事参军)
李弼（479年—526年8月30日），字延轨，赵国平棘县（今河北省石家庄市赵县）人，出自赵郡李氏东祖，北魏官员。

## 生平
李弼虚龄十六岁时为定州刺史冯翊公穆泰主簿，虚龄十八岁时，定州刺史阳平王元颐看重李弼的风度，举荐李弼兼任州别驾，博陵郡太守，又转任钜鹿郡太守。李弼虚龄二十一岁时，定州刺史城阳王元鸾听说李弼的名声，征辟李弼出任主簿。景明三年（502年），李叔胤去世，李弼为父亲守丧。延昌年间，定州刺史杨津征辟李弼代理赵郡太守。神龟元年（519年），崔宾媛去世，李弼在母亲墓旁结庐居住，大妹妹李令仪因为给母亲哭灵死去，朝廷哀悼赞赏，为李令仪上谥号为“贞孝女宗”，改李弼居住的里为孝德里。正光二年（521年），李弼的弟弟李翼入朝为官，李弼也一起前往洛阳居住。正光五年（524年），李弼出任太尉府行参军。当时北魏的北部战事频繁，在三赵征发的士兵没有参战就全逃走了，州郡行台的使者都不能禁止，皇帝因此任命李弼持节，在赵魏征兵。当时北海王元颢出任相州行台，朝廷任命李弼为相州平北府录事参军。李弼还没来得及上任，就因病于孝昌二年八月八日甲戌（526年8月30日）在洛阳东安里去世，虚岁四十八，同年十二月八日壬寅（527年1月25日）葬于芒首杜镇南预墓东隔一峰方岸上。永熙三年岁次壬寅二月甲寅朔七日庚申（534年3月7日）从洛阳迁葬于家族旧墓。

## 家族

### 曾祖父母
- 李均，北魏赵郡太守[2]
- 渤海封氏，渤海郡太守封勖之女[2]

### 祖父母
- 李璨，北魏兖州刺史、始丰子[2]
- 荥阳郑氏，汝阴郡太守郑晔之女[2]

### 父母
- 李叔胤，北魏著作郎、广陵王谘议参军、南赵郡太守、谥号惠[2]
- 崔宾媛，北魏武邑郡太守、赠定州刺史崔辩之女[2]

### 兄弟姐妹
- 李翼，员外散骑侍郎、建威将军、尚书右主客郎中[2]
- 李令仪，嫁征南府法曹参军范阳卢元礼[2]
- 李敬仪，嫁通直散骑侍郎西河宋维[2]
- 李幼芷，嫁司空府行参军博陵崔叔廉[2]

### 夫人
- 荥阳郑氏，北魏武卫将军兼给事黄门侍郎郑思明之女[2]

### 子女
- 李士璜，孝昌二年虚龄十三，夫人河南陆氏，泾郢二州刺史、平原王陆希道之女[2]
- 李士瑜，赵郡功曹，夫人河东薛氏，凉益汾并四州刺史薛怀吉之女[2]
- 李士琳，孝昌二年虚龄一岁[2]
- 李瑶妃[2]
- 李琼妃[2]